# Gil González Dávila (cronista)
No se debe confundir con su homónimo, el capitán y conquistador español Gil González Dávila (1480 - 1526).
Gil González Dávila (Ávila, 1570-ib., 1658) fue un historiador español, cronista de Castilla y de Indias en tiempos de Felipe III y Felipe IV.

## Biografía
Nacido en Ávila, cursó sus estudios en Roma. Trabajó como archivero del cabildo de la catedral de Salamanca y fue un prolífico autor y de consideración en su tiempo y en el siglo siguiente. Más adelante, sin embargo, el estudio de otras fuentes reveló la falta de veracidad de sus noticias así como el poco espíritu crítico que poseía. En 1617 Felipe III lo nombró cronista del Reino. Escribió algunas obras dedicadas a la historia local de varias ciudades, además de biografías de monarcas españoles y vidas de santos. En 1643, Felipe IV le nombró Cronista Mayor de Indias, sucediendo a Tomás Tamayo de Vargas, que, en 1649, publicó el primer tomo de su "Teatro eclesiástico de la primitiva iglesia de las Indias". En 1658 murió en su ciudad natal. 

## Obras

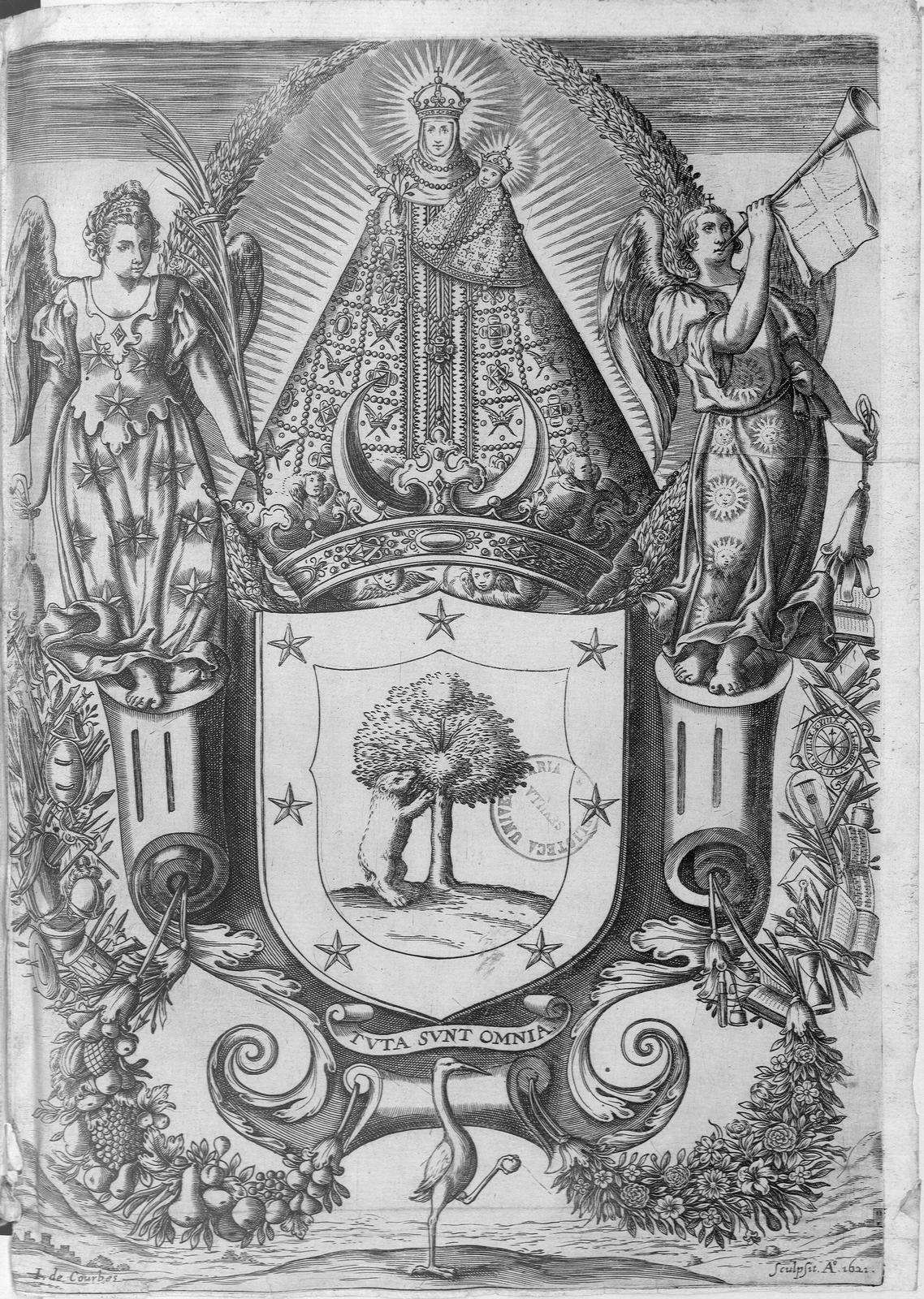
Grabado con la Virgen de Atocha sobre el escudo de Madrid recogido en el Teatro de las grandezas de la villa de Madrid Corte de los Reyes Católicos de España..., En Madrid, por Thomas Iunti, 1623, firmado por Juan de Courbes.

Entre sus obras destacan:
- Declaración de la antigüedad del toro de piedra, de la puente de Salamanca, y de otros que se hallan en otras ciudades y lugares de Castilla. (publicado en 1596);
- Historia de las antigüedades de la ciudad de Salamanca (publicado en 1606);
- Vida y hechos del maestro Don Alonso Tostado de Madrigal, Obispo de Avila (publicado en 1611);
- Historia del origen del Santo Cristo de las Batallas, Salamanca, 1615.
- Lo sucedido en el assiento de la primera piedra del colegio real del espiritu santo de la Compañia de Iesus de la ciudad de Salamanca (publicado en 1617);
- Theatro eclesiastico de las ciudades e iglesias catedrales de España: vidas de sus obispos y cosas memorables de sus obispados que contiene iglesias de Avila, Salamanca, Vadajoz, Astorga, Osma, Ciudadrodrigo (publicado en 1618);
- Teatro de las grandezas de la villa de Madrid ( 1623);
- Compendio histórico de las vidas de los gloriosos San Juan de Mata y San Félix de Valois (publicado en 1630);
- Teatro eclesiastico de la sta iglesia de Oviedo. Vidas de sus obispos y cosas memorables de su obispado (publicado en 1635)
- Historia de la vida y hechos del rey don Henrique Tercero de Castilla (publicado en 1638);
- Teatro eclesiástico de las iglesias metropolitanas y catedrales de los reinos de las dos Castillas (publicado en 1645);
- Teatro eclesiástico de la primitiva iglesia de las Indias Occidentales (publicado en 1649);
- Monarquia de España. Historia de la vida y hechos del inclito monarca, amado y santo D. Felipe Tercero (publicado en 1771).
- Vida del gloriosísimo patrón de esta ciudad de Salamanca San Juan de Sahagún.